# Krośnieńska Komenda WOP
Krośnieńska Komenda Wojsk Ochrony Pogranicza – zlikwidowany samodzielny pododdział Wojsk Ochrony Pogranicza pełniący służbę na granicy polsko-czechosłowackiej.

## Formowanie i zmiany organizacyjne
W marcu 1947 roku rozformowano komendy odcinka: 38 Komańcza i 39 Jasło, a na ich bazie sformowano Krośnieńską Komendę WOP JW 5342 (Rozkaz MON nr 077/Org. z 3 marca 1947), którą bezpośrednio podporządkowano Departamentowi WOP w Warszawie.  Etat odcinka wynosił 763 wojskowych i 11 pracowników kontraktowych. Komenda przyjęła do ochrony odcinek granicy z Czechosłowacją od Baligródu do Krynicy.
24 kwietnia 1948 na bazie rozformowanej Krośnieńskiej Komendy WOP, został utworzony 41 Samodzielny Batalion WOP w Krośnie nad Wisłokiem.

## Struktura organizacyjna
Dyslokacja komendy przedstawiała się następująco:
- dowództwo, sztab i pododdziały przysztabowe - Krosno
- strażnice WOP: Izby, Wysowa, Konieczna, Radocyna, Ożenna, Barwinek, Lipowiec (Jaśliska), Jasieł, Czystohorb, Radoszyce, Łupków i Wola Miechowa.

strażnice od numeru 168 do 179
- przejściowe punkty kontrolne: Radoszyce (drogowy) i Łupków (kolejowy).